# Traité d'Houdaybiya
Le traité d'Houdaybiya (arabe : صلح الحديبية) ou Hodeïbiya, est un pacte signé en 628 entre Mahomet et les autorités mecquoises, qui devaient permettre au prophète de l'islam et à ses fidèles de se rendre en pèlerinage à La Mecque pendant trois jours l'année suivante. Il prévoyait également une période de paix de dix ans entre les deux parties. Mais les Mecquois brisèrent le traité l'année suivante, et en janvier 630, Mahomet décide de conquérir la ville .

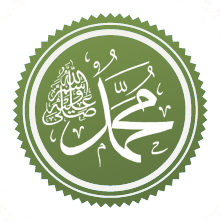
Le nom Muhammad écrit en calligraphie arabe.

## Histoire
Au mois de Dhou al qi`da de la sixième année après l'hégire, Mahomet sort de Médine en direction de La Mecque avec l'intention d'effectuer une Oumra sans intentions belliqueuses. Il est accompagné de 700 hommes et d'un troupeau de bétail de 70 têtes en vue de sacrifice.
Lorsqu'il arrive à Usfan, il rencontre un certain Bichr Ibn Sufyan qui l'informe que les Quraychites, Khalid ibn al-Walid à leur tête, sont déterminés à le combattre et qu'ils ne le laisseront pas entrer dans La Mecque pour faire le pèlerinage. Il le met également au courant de la composition des forces quraychites et de leurs positions. Le prophète, voulant à tout prix éviter le combat, part dans les montagnes jusqu'au lieu-dit Houdaybiya. Il demande à ses hommes d'y camper malgré l'absence de points d'eau. La tradition rapporte que Mahomet pique la terre avec une flèche et qu'une source en jaillit.
Quraych dépêche des émissaires (agents chargé d'une mission) auprès de Mahomet pour lui faire part de leur refus catégorique qu'il rentre à la Mecque pour effectuer son pèlerinage. Le prophète leur envoie Othmân ibn Affân afin de leur faire comprendre que les musulmans n'ont pas des intentions guerrières, et que le prophète respecte les mois sacrés.
Les Quraychites dépêchent Suhaïl Ibn 'Amrou pour lui proposer de reporter son pèlerinage à l'année suivante pour que les tribus arabes ne leur reprochent pas leur faiblesse face à Mahomet. Le prophète, favorable à la paix, accepte leur proposition. Omar ibn al-Khattâb exprime au prophète  son opposition au traité. Ce dernier lui fait comprendre que c'est la volonté de Dieu. Le texte du traité est écrit par Ali ibn Abi Talib sous la dictée du prophète.
« 1°) Les musulmans retourneront chez eux cette année (sans avoir accompli la Umra) et reviendront l’année prochaine, mais ils ne resteront pas à La Mecque plus de trois jours. Ils ne porteront pas d’armes autres que leurs épées rengainées. Et les Quraychites s’engagent à ne rien tenter en vue de s’opposer aux musulmans (durant leur séjour à La Mecque). »
« 2°) La guerre sera suspendue pour dix années, période durant laquelle les deux parties vivront en totale sécurité sans jamais combattre. »
« 3°) Quiconque souhaitera s’unir à Muhammad dans son pacte et son alliance pourra le faire et quiconque souhaitera s’unir à Quraych dans son pacte et son alliance pourra le faire également ; toute agression contre la tribu qui se joindra à l’une ou à l’autre partie sera considérée comme visant cette dernière.[réf. nécessaire] »
« 4°) Si un membre de Quraych se réfugie chez Muhammad sans l’autorisation de son protecteur (Wali), il sera renvoyé à La Mecque, tandis que si un partisan de Muhammad revient à La Mecque, il ne sera pas renvoyé à Médine. »
La tribu de Banu Khuza'a s'allie à Mahomet, alors que la tribu de Banu Bakr s'allie à Quraych.
Les musulmans désireux de visiter la Mecque sont très déçus. Mahomet les réconforte et leur promet la victoire finale.

## Filmographie
- 1976 : Le Message (Al-risâlah), de Moustapha Akkad